# Vilkijos upės slėnis
Vilkijos upės slėnis este o arie protejată (arie specială de conservare — SAC, sit de importanță comunitară — SCI) din Lituania întinsă pe o suprafață de 64 ha, integral pe uscat.

## Localizare
Centrul sitului Vilkijos upės slėnis este situat la coordonatele 56°20′43″N 23°24′25″E / 56.3453°N 23.4069°E.

## Înființare
Situl Vilkijos upės slėnis a fost declarat sit de importanță comunitară în ianuarie 2004 pentru a proteja 1 specie de plante. Situl a fost protejat și ca arie specială de conservare în august 2020.

## Biodiversitate
Situată în ecoregiunea boreală, aria protejată conține 3 habitate naturale: Liziere de ierburi înalte hidrofile de câmpie și de nivel montan până la alpin, Fânețe de joasă altitudine (Alopecurus pratensis, Sanguisorba officinalis), Păduri aluvionare cu Alnus glutinosa și Fraxinus excelsior (Alno-Padion, Alnion incanae, Salicion albae).
La baza desemnării sitului se află o specie protejată de  plante: turiță (Agrimonia pilosa).